# Tusenfrö
Tusenfrö (Polycarpon tetraphyllum) är en nejlikväxtart som först beskrevs av Carl von Linné, och fick sitt nu gällande namn av Carl von Linné. Enligt Catalogue of Life ingår Tusenfrö i släktet tusenfrön och familjen nejlikväxter, men enligt Dyntaxa är tillhörigheten istället släktet tusenfrön och familjen nejlikväxter. Arten förekommer tillfälligt i Sverige, men reproducerar sig inte.

## Underarter
Arten delas in i följande underarter:
- P. t. alsinifolium
- P. t. diphyllum
- P. t. tetraphyllum

## Bildgalleri

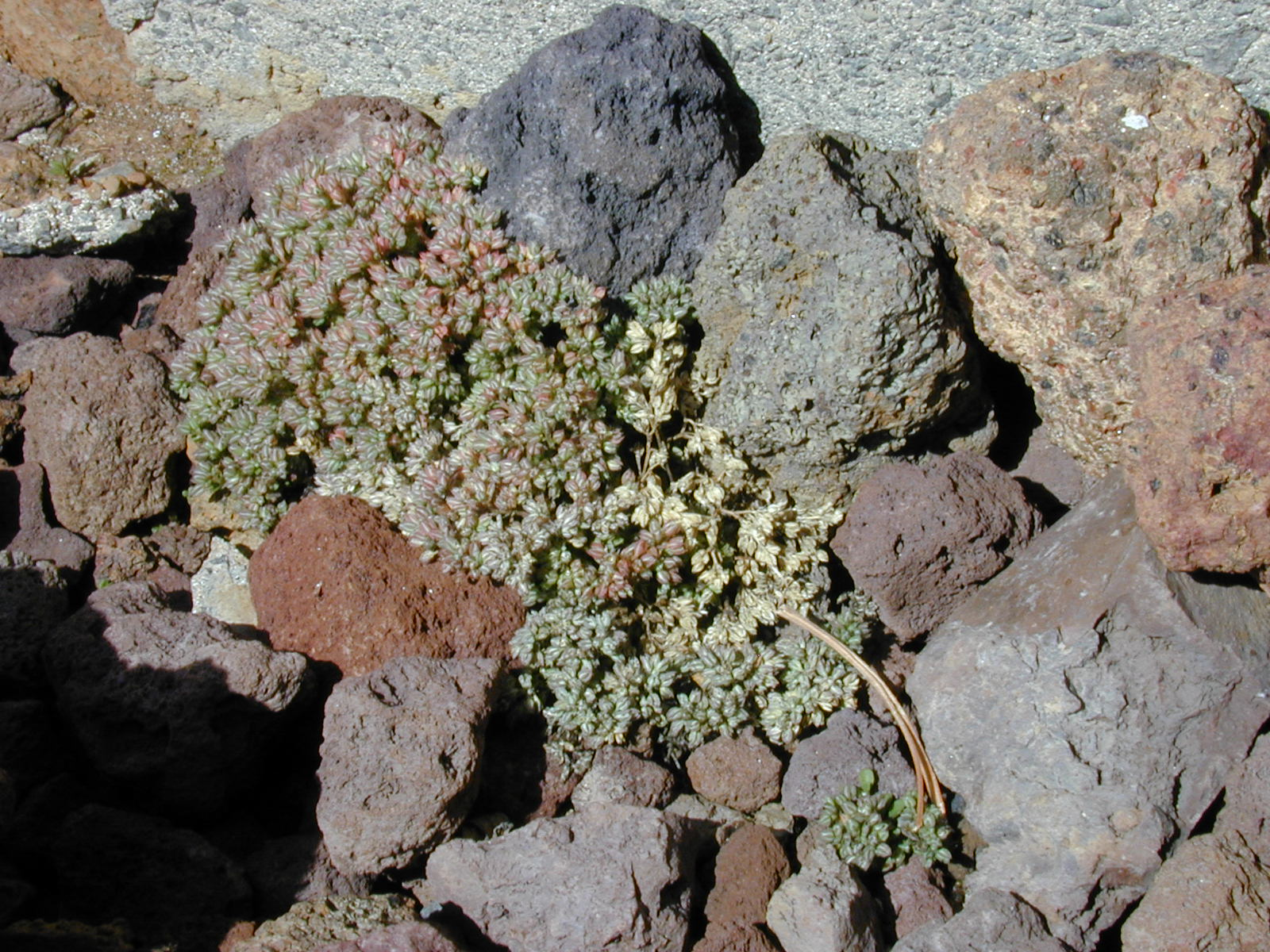
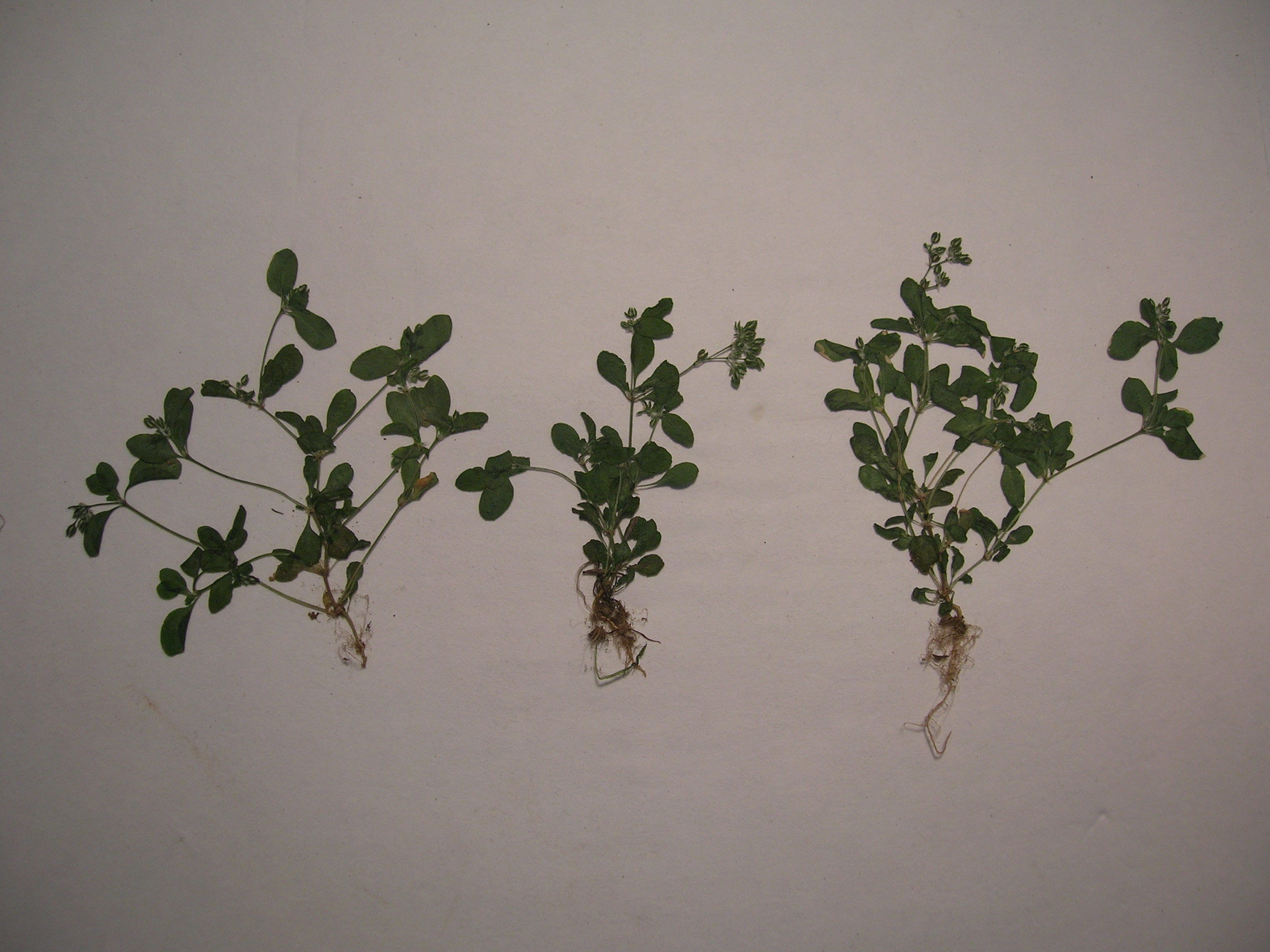
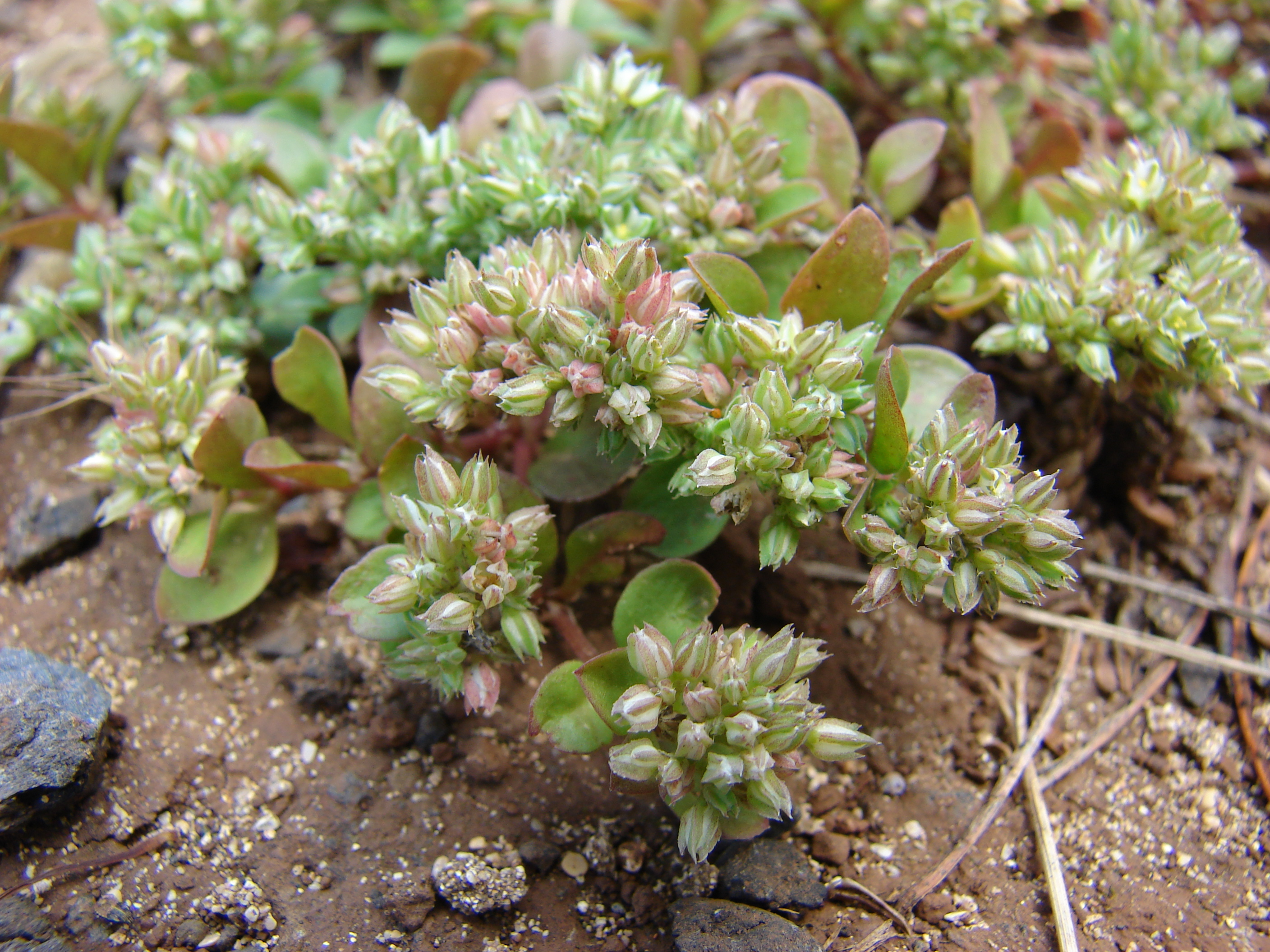
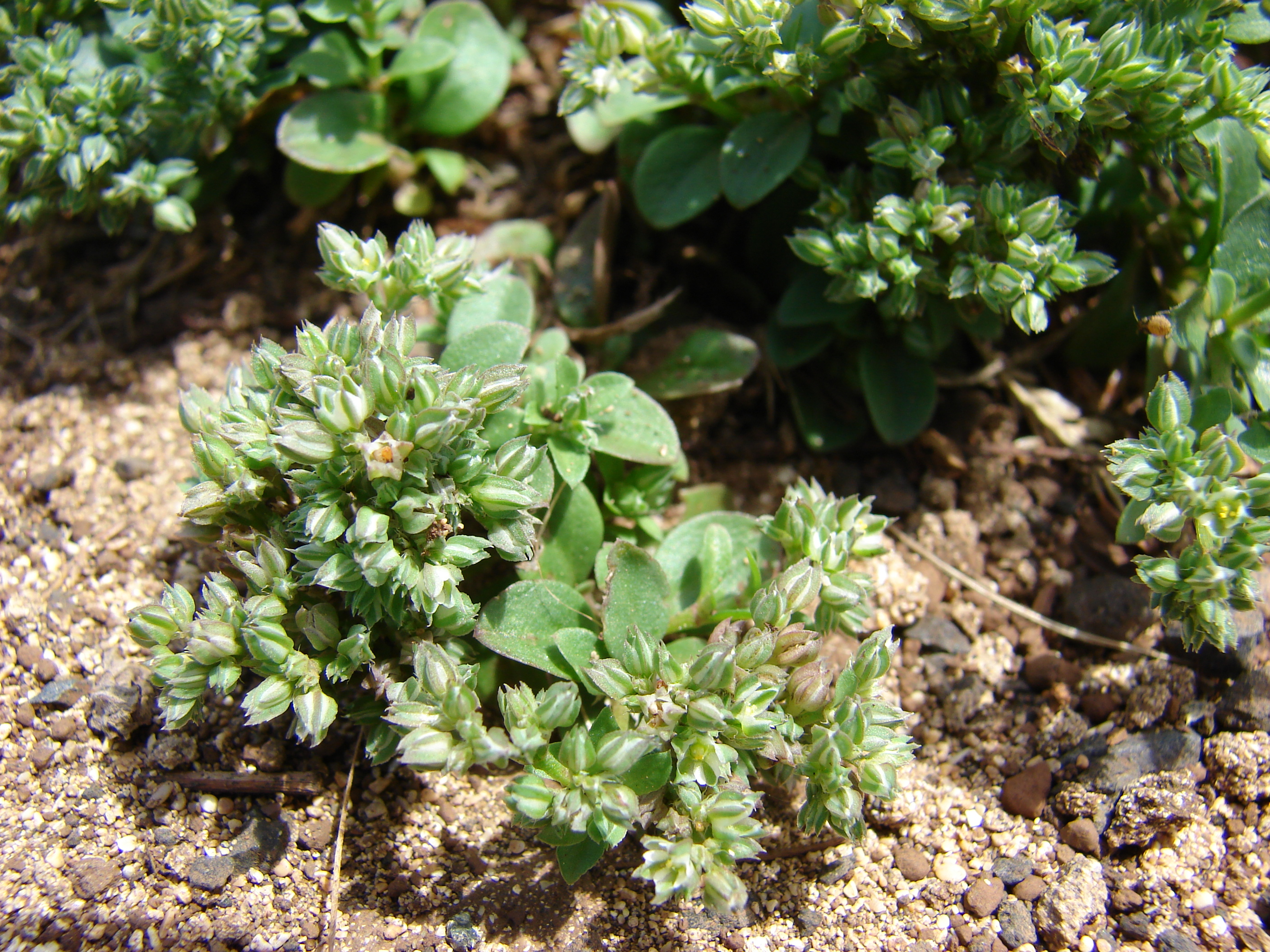
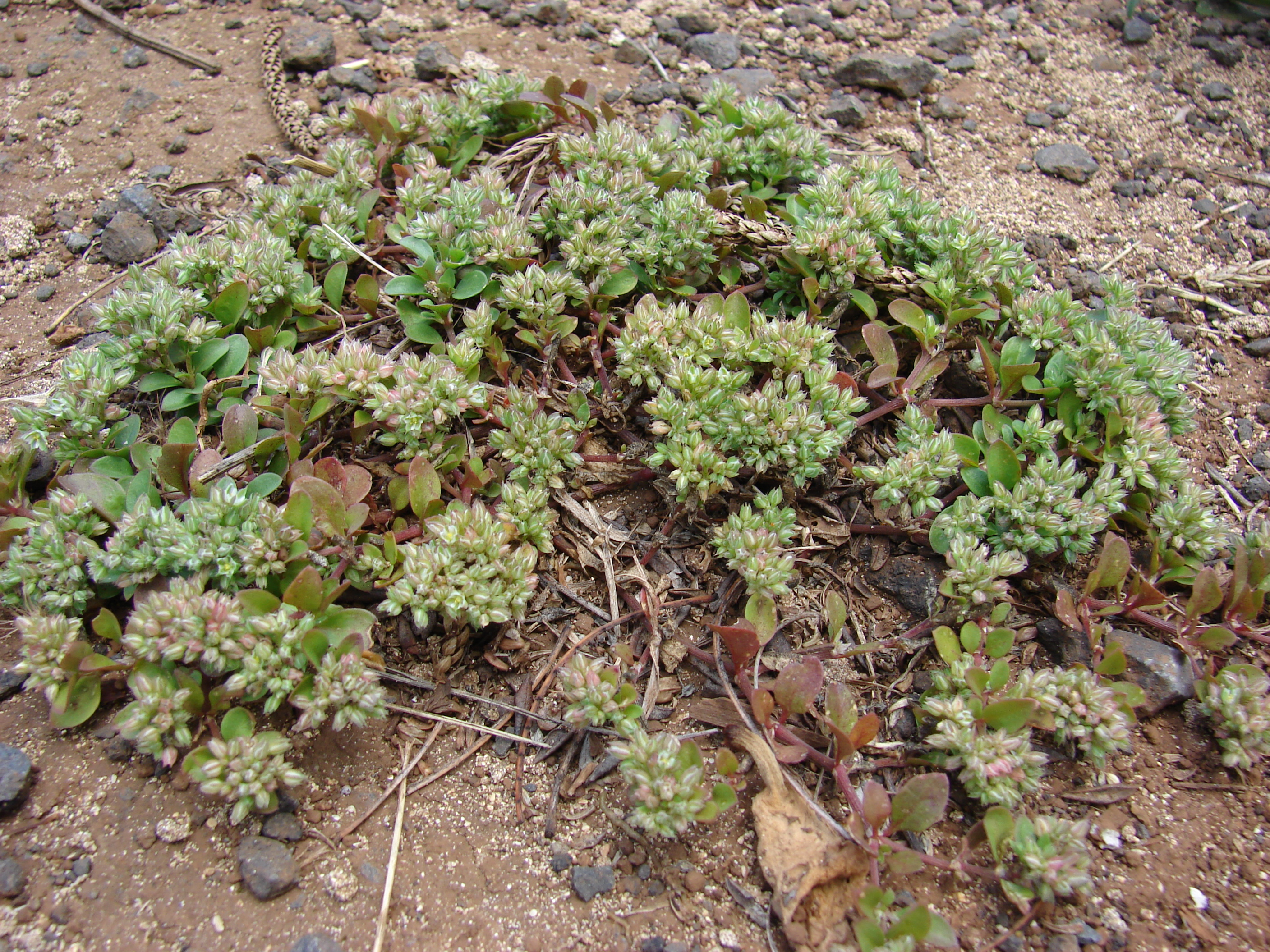
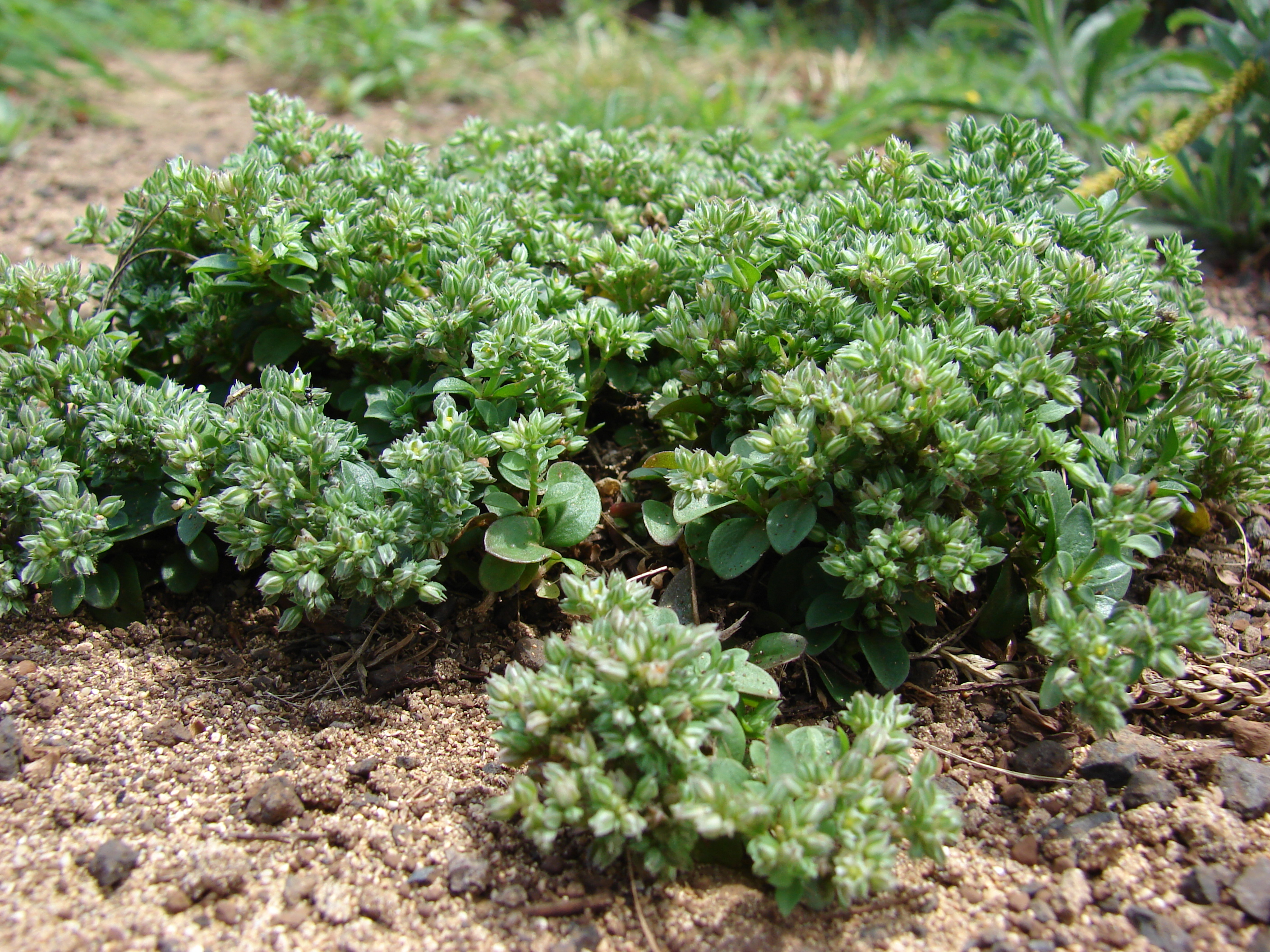